# گمینا بارچین
گمینا بارچین (به لهستانی:  Gmina Barcin) یک گمینا در لهستان است که در شهرستان ژنین واقع شده‌است. گمینا بارچین ۱۲۱٫۰۸ کیلومتر مربع مساحت و ۱۴٬۷۹۱ نفر جمعیت دارد.